# アトロリシンA
アトロリシンA(Atrolysin A、EC 3.4.24.1)は、酵素である。この酵素は、インスリンB鎖のAsn3-Gin、His5-Leu、His10-Leu、Ala14-Leu、Tyr16-Leu結合を切断する反応、また小ペプチドからC末端のロイシンを除去する反応を触媒する。
このエンドペプチダーゼは、ニシダイヤガラガラヘビの持つ6つの出血毒のうちの1つである。